# Ahmed Abdel-Ghani
Ahmed Abdel-Ghani (ur. 1 grudnia 1981 w Al-Minja, Egipt) – piłkarz egipski, reprezentant kraju.

## Kariera
Był napastnikiem, występował w El Minya SC, a następnie był zawodnikiem Haras El-Hodood SC, Sur SC z Omanu i. W latach 2006–2009 rozegrał 4 mecze w kadrze narodowej Egiptu. Był w kadrze Egiptu na Pucharze Konfederacji w 2009 roku.